# Minoru Maeda
Minoru Maeda (前田実?, Maeda Minoru; Hokkaido, 24 marzo 1954) è un animatore e character designer giapponese che lavora presso lo studio SynergySP.

## Esordi
Minoru Maeda cominciò la sua carriera lavorativa presso lo Studio Junio affermandosi subito come uno dei migliori fornitori d'animazione nei progetti in cui partecipava.
Una delle sue prime esperienze animative fu per la serie cult Hajime Ningen Gyatoruzu, arrivata anche in Italia con il titolo di Giatrus, il primo uomo.
Da lì a poco, Maeda arrivò ad essere capo supervisore dell'animazione e character designer per Dr. Slump, trasposizione animata tratta dal popolare manga di Akira Toriyama.
Il lavoro del team di Maeda fu apprezzato da Toei Animation, ragion per cui mantenne salda la sua posizione anche per il successivo anime tratto dalle storie di Toriyama, Dragon Ball.

## Periodo Dragon Ball
il 26 Febbraio 1986 iniziò la prima serie di Dragon Ball. Minoru Maeda e il suo team dello Studio Junio furono da subito incaricati della gestione di diversi episodi e Maeda venne nuovamente scelto per il ruolo di character designer e di capo supervisore dell'animazione.
Nel suo team troviamo altri nomi molto noti nel campo dell'animazione della serie quali Masaki Sato, Katsuyoshi Nakatsuru, Takeo Ide e Hisashi Eguchi.
Fin dalla prima serie di Dragon Ball la principale mansione di Maeda era quella di una supervisione generale, quasi in toto, della produzione animata della serie, supervisionando quindi quasi la totalità dei suoi episodi in Dragon Ball e Dragon Ball Z, fino alla sua dipartita nella metà del 1993.
In quegli anni si occupava anche della creazione delle grafiche pubblicitarie della serie, realizzando tutte le locandine dei film fino a Dragon Ball Z - I tre Super Saiyan, altre illustrazioni promozionali come le copertine dei Guide Book e animando anche alcuni spot televisivi per dei videogiochi.

## Key Animations in Dragon Ball
Contrariamente a quanto si pensi, nel campo dell'effettiva animazione, ci sono solamente 2 episodi della prima serie di Dragon Ball che danno credito ad un suo lavoro come animatore chiave di cui ne è stata riconosciuta solo una scena.
Oltre a qualche spot promozionale per Bandai Namco Entertainment, diede vita alle sigle d'apertura Makafushigi Adventure! e Cha-La Head-Cha-La.

## Fine Periodo Dragon Ball
Con l'avanzare del tempo, lo stile di Minoru Maeda si fece sempre più strano. Secondo molti, fu Maeda stesso a decidere di lasciare la serie dando così spazio a nuove leve quali Katsuyoshi Nakatsuru e Tadayoshi Yamamuro, probabilmente proprio per una sua mancanza stilistica, adatta maggiormente alla prima e più tondeggiante parte di Dragon Ball

## Opere principali

### Serie TV anime
- Kyojin no Hoshi (Tommy, la stella dei Giants), serie TV, 1968 - animatore
- Himitsu no Akko-chan (Lo specchio magico), serie TV, 1969 - animatore
- Mōretsu Atarō, serie TV, 1969 - animatore
- Maho no Mako-chan (Una sirenetta tra noi), serie TV, 1970 - animatore
- Le avventure di Lupin III, serie TV, 1971 - animatore
- Akado Suzunosuke, serie TV, 1972 - animatore
- Mazinga Z, serie TV, 1972 - animatore
- Koya no shōnen Isamu (Sam il ragazzo del West), serie TV, 1973 - animatore
- Hajime ningen Giatrus, (Giatrus, il primo uomo), serie TV, 1974 - animatore
- Majokko Megu-chan (Bia, la sfida della magia), film, 1974 - animatore
- Ganso Tensai Bakabon, serie TV, 1975 - animatore
- Manga Nihon Mukashi Banashi, serie TV, 1975 - animatore
- Manga Hana no Kakarichou, serie TV, 1976 - animatore
- Shin Kyojin no Hoshi (Tommy, la stella dei Giants), serie TV, 1977 - animatore
- Shin Ace o nerae! (Jenny la tennista), serie TV, 1978 - direzione animazione
- Shin Kyojin no Hoshi II (Tommy, la stella dei Giants), serie TV, 1979 - animatore
- Lady Oscar, serie TV, 1979 - animatore
- Taiyō no Shisha Tetsujin Nijūhachi-gō, serie TV, 1980 - mecha designer
- Mū no Hakugei (Moby Dick 5), serie TV, 1980 - animatore
- Dr. Slump & Arale, serie TV, 1981 - animatore capo, character design, direzione animazione, storyboard
- Dr. Slump & Arale Special: Il leggendario eroe del Villaggio Pinguino, special, 1982 - direzione animazione, character design
- Nain Tsū Koibito Sengen (Nine), serie TV, 1983 - capo animatore
- Nain Surī Kanketsuhen (Nine), serie TV, 1984 - direzione animazione
- Touch - Prendi il mondo e vai, serie TV, 1985 - animatore capo
- Dragon Ball, serie TV, 1986 - animatore capo, direzione animazione, character design
- Bug tte Honey, serie TV, 1986 - character design
- Hiatari ryōkō! (Quest'allegra gioventù), serie TV, 1987 - direzione animazione
- Hirake! Ponkikki mei sa ku wārudo, serie TV, 1988 - direzione animazione
- GO! Resurā gundan, serie TV, 1989 - character design
- Dragon Ball Z, serie TV, 1989 - direzione animazione, character design
- Resurā gundan (ginga-hen) Hijiri senshi robin Jr., serie TV, 1989 - character design
- San-Chōme no Yūhi, serie TV, 1990 - direzione animazione
- Dragon Ball Z: Le origini del mito, special, 1990 - character design
- Sanchome no Tama: uchi no Tama shirimasen ka? (Teo and friends), serie TV, 1993 - direzione animazione
- Dragon Ball Z: La storia di Trunks, special, 1993 - direzione animazione, character design
- Street Fighter II V, serie TV, 1995 - direzione animazione
- Lupin III - Il segreto del Diamante Penombra, special, 1996 - character design
- Touch - Miss Lonely Yesterday, special, 1998 - direzione animazione
- Monster Rancher, serie TV, 1999 - character design
- Holly e Benji Forever, serie TV, 2001 - character design
- Touch - Cross Road, special, 2001 - direzione animazione
- Bakutō Sengen Daigandā (Daigunder), serie TV, 2002 - character design
- PoPoLoCrois, serie TV, 2003 - direzione animazione
- I corti di Mankatsu, serie TV, 2004 - direzione animazione
- Ganparēdo Māchi, serie TV, 2005 - direzione animazione

### Film anime
- Panda! Go, panda!, 1972 - animatore
- Ganbare!! Tabuchi-kun!!, 1979 - animatore
- Ganbare!! Tabuchi-kun!! 2: Gekitō Pennant Race, 1980 - direzione animazione
- Ganbare!! Tabuchi-kun!! Hatsu Warai 3: Aa Tsuppari Jinsei, 1980 - direzione animazione
- Doraemon nel paese preistorico, 1980 - animatore
- Dr. Slump e Arale the Movie: Wonder Island, l'isola delle meraviglie, 1981 - animatore, direzione animazione, character design
- Dr. Slump e Arale the Movie: Avventura nello spazio, 1982 - animatore, direzione animazione, character design
- Dr. Slump e Arale the Movie: La grande corsa intorno al mondo, 1983 - animatore, direzione animazione, character design
- Nine, 1983 - animatore
- Dr. Slump e Arale the Movie: Il segreto di Nababa, 1984 - animatore, direzione animazione, character design
- Papa Mama Bye-Bye, 1984 - animatore
- Dr. Slump e Arale the Movie: Mechapolis, la città dei sogni, 1985 - direzione animazione, character design
- Touch - Una vita per il baseball, 1986 - direttore animazione
- Touch 2 - Sfida aperta, 1986 - direttore animazione
- Dragon Ball: La leggenda delle sette sfere, 1986 - direzione animazione, character design
- Touch 3 - Una grande rivincita, 1987 - direttore animazione
- Dragon Ball: La bella addormentata a Castel Demonio, 1987 - direzione animazione, character design
- Dragon Ball: Il torneo di Miifan, 1988 - direzione animazione, character design
- Hiatari ryoukou! Kasumi yume no naka ni kimi ga Ita, 1988 - direzione animazione
- Sore Ike! Anpanman: Kirakira Boshi no Namida, 1989 - direzione animazione
- Dragon Ball Z: La vendetta divina, 1989 - direzione animazione, character design
- Sore Ike! Anpanman: Baikinman no Gyakushuu, 1990 - direzione animazione
- Sore Ike! Anpanman: Omusubiman, 1990 - direzione animazione, character design
- Dragon Ball Z: Il più forte del mondo, 1990 - direzione animazione, character design
- Dragon Ball Z: La grande battaglia per il destino del mondo, 1990 - direzione animazione, character design
- Sore Ike! Anpanman: Tobe! Tobe! Chibigon, 1991 - direzione animazione
- Dragon Ball Z: La sfida dei guerrieri invincibili, 1991 - direzione animazione, character design
- Dragon Ball Z: Il destino dei Saiyan, 1991 - direzione animazione, character design
- Dragon Ball Z: L'invasione di Neo Namek, 1992 - direzione animazione, character design
- Dragon Ball Z: I tre Super Saiyan, 1992 - direzione animazione, character design
- Kaiketsu Zorori: Mahou Tsukai no Deshi/Dai Kaizoku no Takara Sagashi, 1993 - direzione animazione, character design
- Sore Ike! Anpanman: Kyouryuu Nosshii no Daibouken, 1993 - direzione animazione, character design
- Dr. Slump e Arale the Movie: Dal Villaggio Pinguino con amore, 1993 - character design
- Street Fighter II: The Animated Movie, 1994 - direzione animazione
- Sore Ike! Anpanman: Lyrical☆Magical Mahou no Gakkou, 1994 - direzione animazione, character design
- Sore Ike! Anpanman: Yuurei Sen wo Yattsukero!!, 1995 - direzione animazione, character design
- Sore Ike! Anpanman: Sora Tobu Ehon to Glass no Kutsu, 1996 - direzione animazione, character design
- Lupin III - Trappola mortale, 1996 - animatore
- Sore Ike! Anpanman: Niji no Pyramid, 1997 - direzione animazione, character design
- Sore Ike! Anpanman: Tenohira wo Taiyou ni, 1998 - direzione animazione, character design
- Sore Ike! Anpanman: Yuuki no Hana ga Hiraku Toki, 1999 - direzione animazione, character design
- Kaze o Mita Shōnen, 2000 - direzione animazione, character design
- Sore Ike! Anpanman: Ningyohime no Namida, 2000 - direzione animazione, character design
- Sore Ike! Anpanman: Gomira no Hoshi, 2001 - direzione animazione, character design
- Sore Ike! Anpanman: Roll to Laura Ukigumojou no Himitsu, 2002 - direzione animazione, character design
- Sore Ike! Anpanman: Ruby no Negai, 2003 - direzione animazione, character design
- Sore Ike! Anpanman: Yumeneko no Kuni no Nyanii, 2004 - direzione animazione, character design
- Sore Ike! Anpanman: Happy no Daibouken, 2005 - direzione animazione, character design
- Sore Ike! Anpanman: Inochi no Hoshi no Dolly, 2006 - direzione animazione, character design
- Sore Ike! Anpanman: Shabondama no Purun, 2007 - direzione animazione, character design
- Sore Ike! Anpanman: Yousei Rinrin no Himitsu, 2008 - direzione animazione, character design
- Sore Ike! Anpanman: Dadandan to Futago no Hoshi, 2009 - direzione animazione, character design
- Sore Ike! Anpanman: Black Nose to Mahou no Uta, 2010 - direzione animazione, character design
- Sore Ike! Anpanman: Sukue! Kokorin to Kiseki no Hoshi, 2011 - direzione animazione, character design
- Sore Ike! Anpanman: Yomigaere Bananajima, 2012 - direzione animazione, character design
- Sore Ike! Anpanman: Tobase! Kibou no Handkerchief, 2013 - direzione animazione, character design
- Sore Ike! Anpanman: Ringo Boy to Minna no Negai, 2014 - direzione animazione, character design
- Sore Ike! Anpanman: Mija to Mahou no Lamp, 2015 - direzione animazione, character design
- Sore Ike! Anpanman: Omocha no Hoshi no Nanda to Runda, 2016 - direzione animazione, character design

### OAV
- Madonna, 1998 - direzione animazione, character design
- Tama ando Furenzu San-chōme Monogatari (Teo and friends), 1988 - direzione animazione
- Madonna 2, 1989 - direzione animazione, character design
- Ozanari Dungeon, 1991 - character design
- Yunkāsu Kamu Hia, 1994 - direzione animazione, character design